# Joyou
Joyou ist ein deutsch-chinesischer Hersteller von Armaturen für Bad und Küche sowie Duschsysteme und andere Produkte für den häuslichen Sanitärbedarf. Die Joyou Gruppe entwirft, produziert, und vertreibt Eigenmarkenprodukte überwiegend in China für den chinesischen Markt. Sie ist auch Hersteller für internationale Sanitärunternehmen und Großhändler.
Die Unternehmen der Joyou-Gruppe gehören zu 100 % der Joyou AG, eine Aktiengesellschaft nach deutschem Recht mit Sitz in Hamburg. Das operative Geschäft wird von Nan’an in der chinesischen Provinz Fujian aus gesteuert. Die Joyou Gruppe gehört zu über 72 % dem deutschen Sanitärarmaturen-Hersteller Grohe, dessen Produkte Joyou unter Lizenz in China vertreibt. Anfang 2013 machten Verkäufe in China (einschließlich Grohe-Produkte) 87 % der Umsatzerlöse von Joyou aus, während internationale Verkaufszahlen stark zulegten.
2011 hatte Joyou einen Marktanteil von 14,4 % im chinesischen Wasserhahn-Segment. Ende 2014 betrieb Joyou 4.180 Verkaufsstellen.

## Geschichte
Das erste Vorgängerunternehmen der heutigen Joyou Gruppe wurde 1988 unter dem Namen „Fujian Nan’an Fuxin Water-Warmth Appliances & Material Factory“ gegründet. Die Marke Joyou wurde 1995 eingeführt. Anfang der 2000er verlegte das Unternehmen seinen Schwerpunkt von der Produktion für chinesische Großhändler zum Vertrieb der eigenen Marke hin und etablierte ein Vertriebsnetz auf dem heimischen Markt.
In der zweiten Hälfte der 2000er Jahre verlief das Wachstum rapide: 2008 verzeichnete Joyou einem Verkaufszuwachs von über 200 % und zählte zu den Sponsoren der Olympischen Spiele in Peking. Im Jahr 2010 ging Joyou als erster chinesische Hersteller von Sanitärarmaturen an die Frankfurter Börse. Der Börsengang brachte dem Unternehmen 105 Millionen Euro ein.
Im Frühjahr 2011 machte die Grohe AG, die zu der Zeit schon 32,58 % der Joyou-Aktien hielt, ein erfolgreiches Übernahmeangebot für die Joyou AG. 2013 erhöhte Hauptaktionär Grohe im Rahmen eines Aktientauschs seinen Anteil auf 72,3 %.
Am 27. April 2015 geriet Joyou in den Verdacht, seine Bilanzen manipuliert zu haben. Die Aktie verlor daraufhin mehr als 80 Prozent ihres Wertes. Eine Sonderuntersuchung ergab, das Joyou mehr als die Hälfte des Grundkapitals verzehrt habe. Am 21. Mai 2015 stellte Joyou beim Amtsgericht Hamburg einen Antrag auf Eröffnung eines Insolvenzverfahrens. Begründet wurde dies mit einer Abschreibung auf die Beteiligung an einem Hongkonger Unternehmen. Die Aktie sank daraufhin noch einmal um 86 %. Das Insolvenzverfahren wurde am 16. Juli 2015 eröffnet. Gleichzeitig wurde ein Wechsel der Börsennotiz vom Prime Standard in den General Standard beantragt.